# نفت خام (فیلم)
«نفت خام» (انگلیسی: Crude Oil (film)) فیلمی در ژانر مستند است که در سال ۲۰۰۸ منتشر شد.